# Kathedrale von Aix-en-Provence

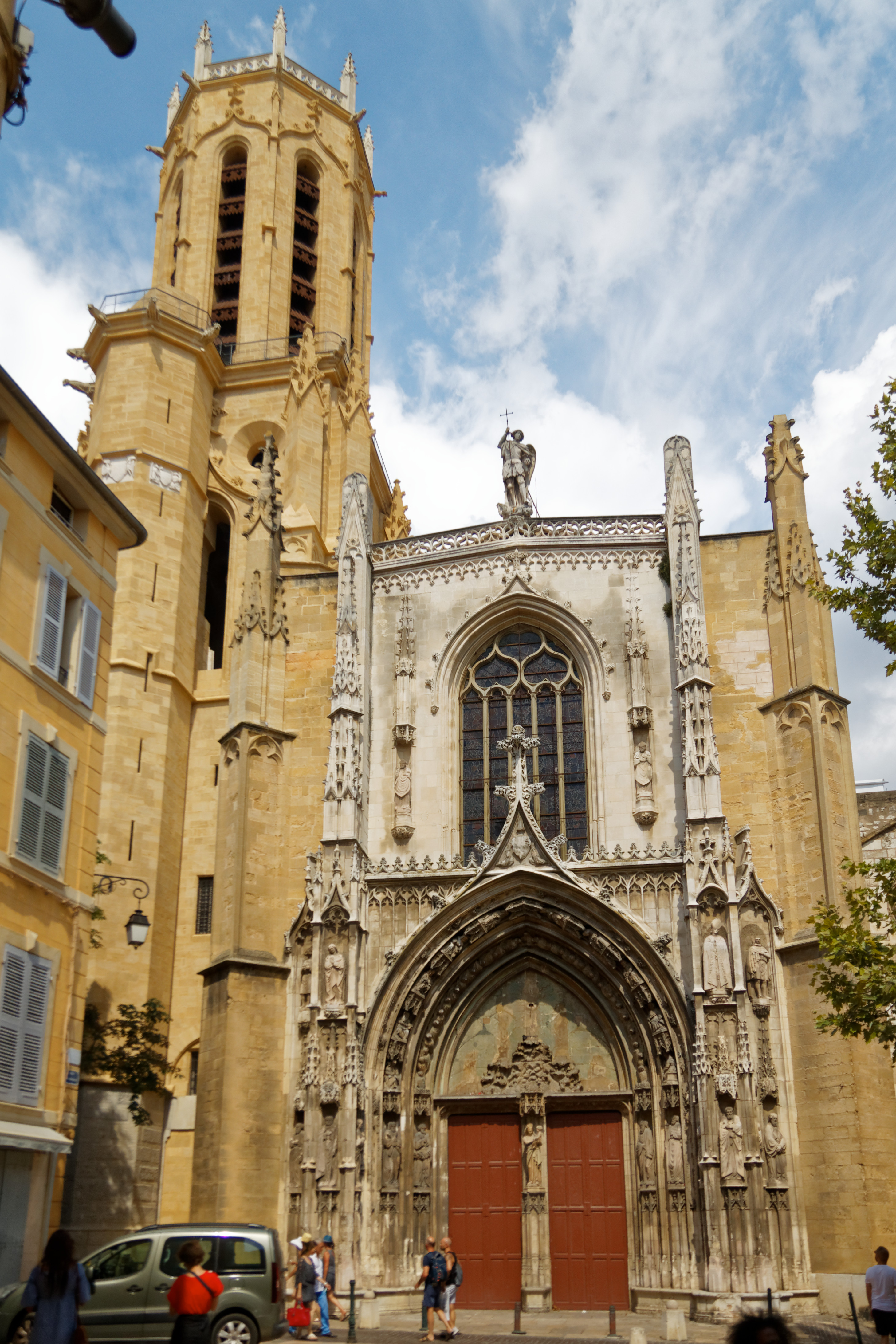
Fassade der Kathedrale an der Place de l'Université

Die Kathedrale Saint-Sauveur steht an der Place de l’Université in Aix-en-Provence. Hier befand sich in römischer Zeit das Forum, und der Legende nach wurde die Kirche auf den Grundmauern eines antiken Apollon-Tempels errichtet. Aufgrund vielfältiger Umbauten im Lauf der Zeit versammelt die Kathedrale eine große Zahl unterschiedlicher Baustile.
Das Gebäude ist 70 Meter lang 46 Meter breit, der Innenraum 20 Meter hoch. Seit 1875 trägt sie den Titel einer päpstlichen Basilica minor. Im selben Jahr wurde das Kulturdenkmal als Monument historique klassifiziert.

## Ursprünge
Die Kathedrale steht an der alten Via Aurelia. Ein Fragment einer römischen Mauer sowie die Säulen im Baptisterium haben die Legende aufkommen lassen, nach der Saint-Sauveur an der Stelle eines alten Apollon geweihten Tempels steht. Der Historiker Pitton (1654) schreibt, dieser Tempel sei einem Sonnengott geweiht gewesen, und stützt sich dabei auf eine hier gefundene Statue. Nach christlicher Überlieferung baute Maximinus von Aix, nachdem er in Begleitung Maria Magdalenas aus Palästina gekommen war, an dieser Stelle eine kleine Kapelle, die er dem Erlöser weihte. Diese Kapelle wurde im 8. oder 9. Jahrhundert während der Invasionen der Sarazenen zerstört.

## Architektur der Kathedrale

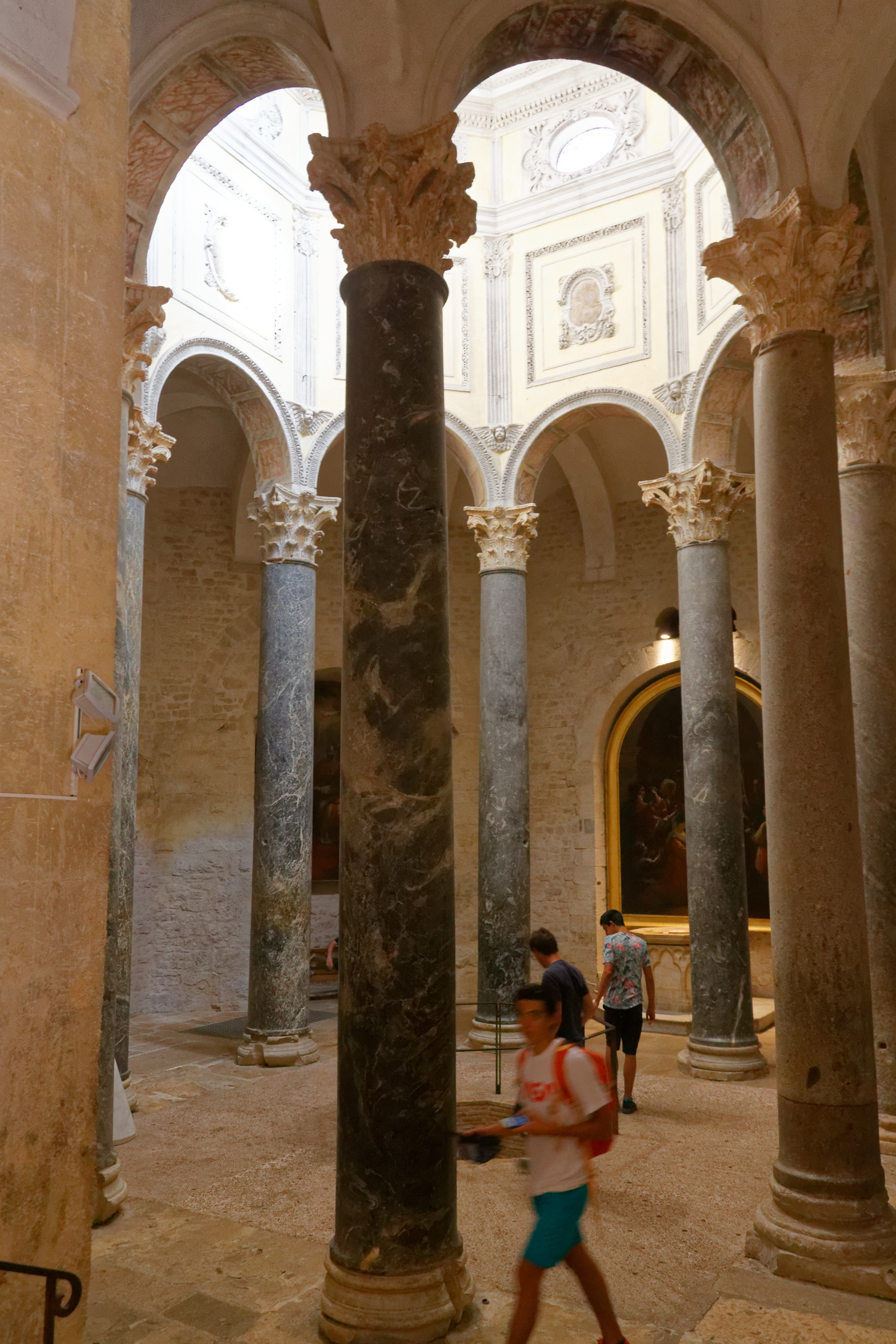
Baptisterium

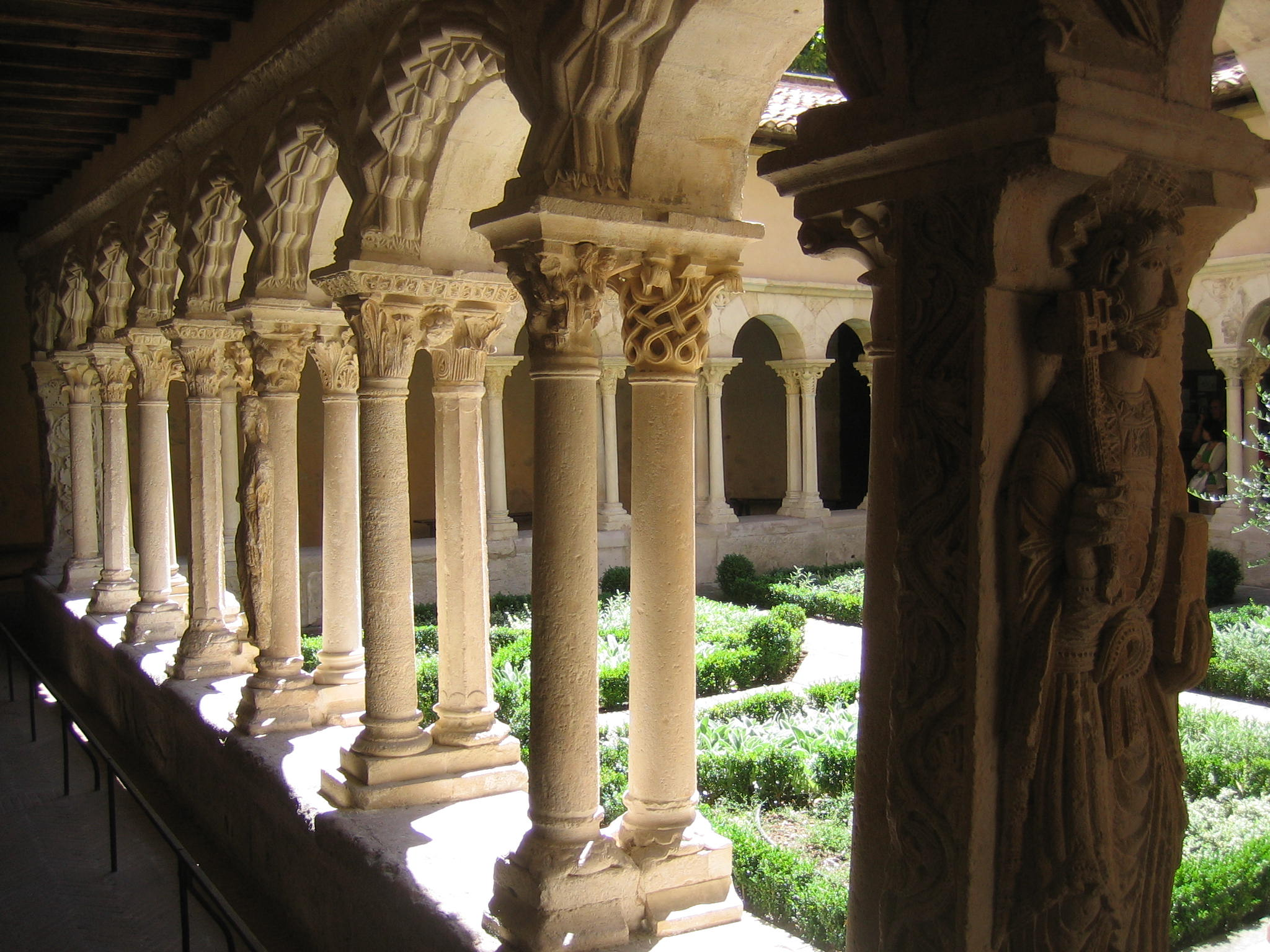
Kreuzgang

Die bedeutendste Kirche der Stadt wurde vom 12. bis zum 17. Jahrhundert in verschiedenen Baustilen errichtet. Sie besaß ursprünglich einen lateinischen Kreuzgrundriss mit fünfjochigem Langhaus, einem Querschiff und einer Apsis. Der jetzige hochgotische Bau wurde 1285 von Erzbischof Rostan de Noves in Auftrag gegeben. Die Kirche hat keinen Turm, sondern einen Campanile (ab 1323), der sich aus zwei nach oben hin verjüngenden Baukörpern zusammensetzt, wobei der obere einen oktogonalen Grundriss besitzt. Man spürt die Nähe zu Italien: Aix-en-Provence ist kunsthistorisch gesehen mediterran und nicht gotisch. An der Fassade sind gotische Ideen aus dem Norden angewandt worden, ohne dass man das ganze Prinzip übernommen hätte.
Das spätgotische Portal besitzt kostbare, aus Nussbaumholz geschnitzte Türflügel, die in der Regel hinter einer Verschalung verborgen sind. Sie wurden von Jean Guiramand von 1508 bis 1510 in spätestem Gotikstil (Flamboyantgotik) geschnitzt und zeigen stellenweise schon Spuren der Renaissance. Die Türflügel sind im unteren Teil mit Figuren von vier alttestamentlichen Propheten und im oberen Teil mit Figuren der zwölf kapitolinischen Sibyllen verziert. Die Türgewände werden mit von Nischen und Fialen geschmückten Strebepfeiler gesäumt.
Der älteste Bauteil der Kirche steht heute rechts an das südliche Seitenschiff angelehnt. Es ist ein Baptisterium, das im unteren Teil aus dem ausgehenden 4. Jahrhundert stammt (siehe: Vorromanik). Der Innenraum hat eine für die merowingische Zeit typische oktogonale Form, der Kernbereich wird auch von acht Säulen (Spolien) mit korinthischen Kapitellen umstanden, also von wieder verwendeten Säulen aus römischer Zeit.
Die Zahl Acht hat in der christlichen Mythologie eine symbolische Bedeutung. Acht bedeutet Neuanfang und Auferstehung: Am achten Tag nach dem Sabbat stand Christus von den Toten auf, acht Tage später erschien er den Jüngern, acht Menschen überlebten in der Arche Noahs. Das Achteck vermittelt außerdem zwischen dem Quadrat als dem Symbol der Materie und dem Kreis als dem Symbol des Geistes; es steht damit zwischen Diesseits und Jenseits entsprechend der Verbindung zwischen Irdischem und Himmlischem.
Sechs der acht Säulen sind aus grünem Marmor, zwei aus Granit. Das große Taufbecken, das ebenfalls achteckig war, war in erster Linie für die Erwachsenentaufe gedacht. Das Gewölbe und vor allem der helle Tambour sind wesentlich später und dazugebaut worden, wodurch der frühchristliche Eindruck nachhaltig gestört wird.
Der Innenraum der Kirche ist in schlichter Gotik ohne charakteristische Kennzeichen gestaltet.
Dafür gehört der romanische Kreuzgang des 12. Jahrhunderts neben dem von Saint-Trophime in Arles zu den bedeutendsten der Provence. Charakteristisch sind die von kleinen schlanken Zwillingssäulen getragenen Arkaden. Die Säulen bestehen aus Marmor und sind mit schönen szenischen Kapitellen geschmückt, von denen keines dem anderen gleicht. Der Kreuzgang ist flach gedeckt und war es immer. Das hatte den Vorteil, dass damit die baustatischen Probleme des Gewölbeschubes entfielen, mit denen sich die Baumeister sonst auseinandersetzen mussten. Hier war es demnach nicht nötig wie in Arles, schwere Pfeiler in die Arkadenzone zum Innenhof hinzusetzen, um den Gewölbeschub abzufangen. Hier konnte eine ununterbrochene Folge von schlanken Säulen den Hof umstellen.

## Aygosi-Altar

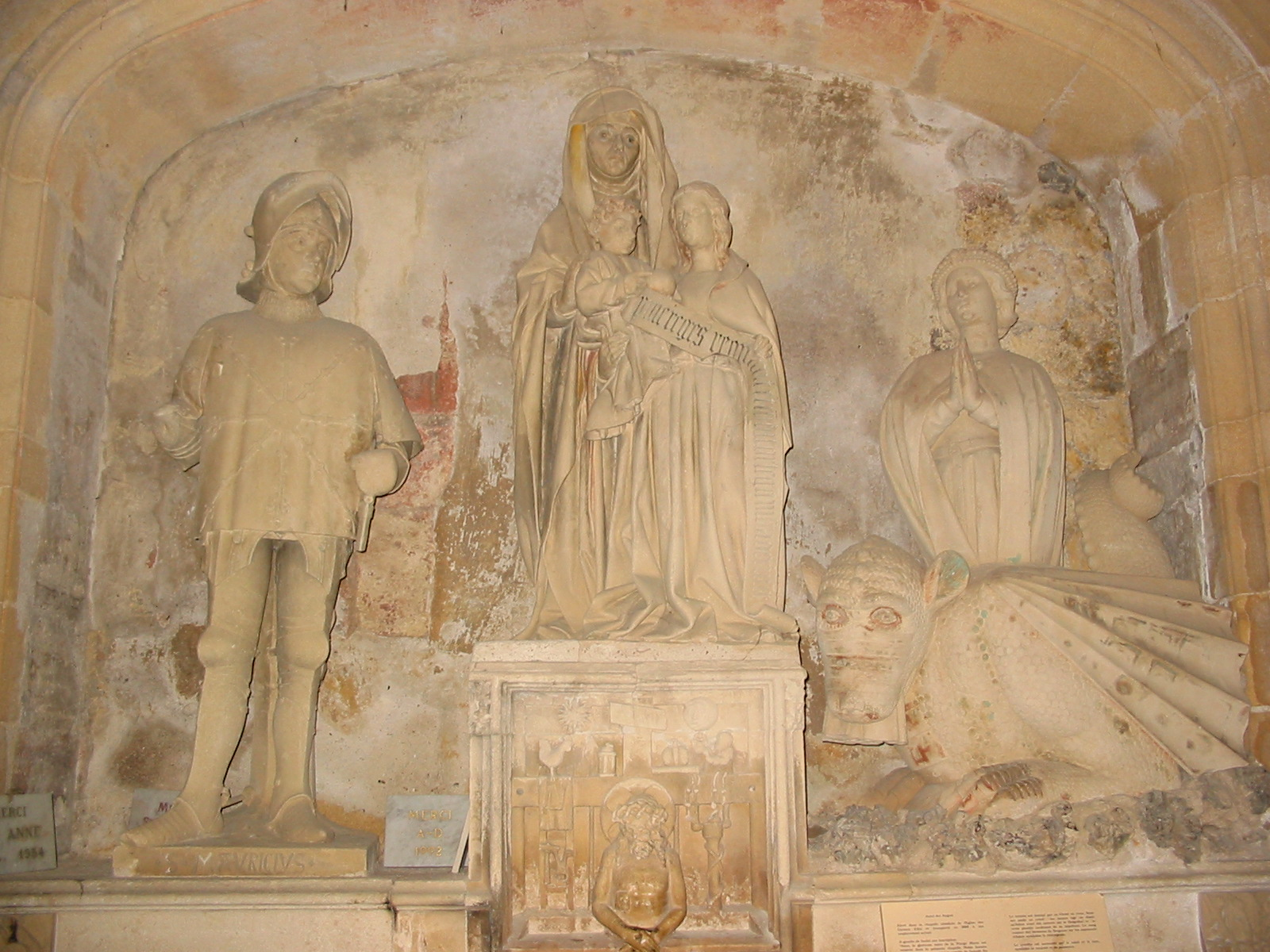
Aygosi-Altar

Der steinerne Aygosi-Altar, der ursprünglich in der Karmeliterkirche stand, wurde 1823 in Saint-Sauveur installiert. Er stammt ausweislich einer Inschrift auf der linken Seite aus dem Jahr 1470 und ist auf einen lokalen Adligen namens Urbain Aygosi zurückzuführen. Ausführender Bildhauer war Audinet Stéphani, der, aus dem Bistum Cambrai stammend, von 1446 bis 1476 in der Provence arbeitete.

## Kunstwerke

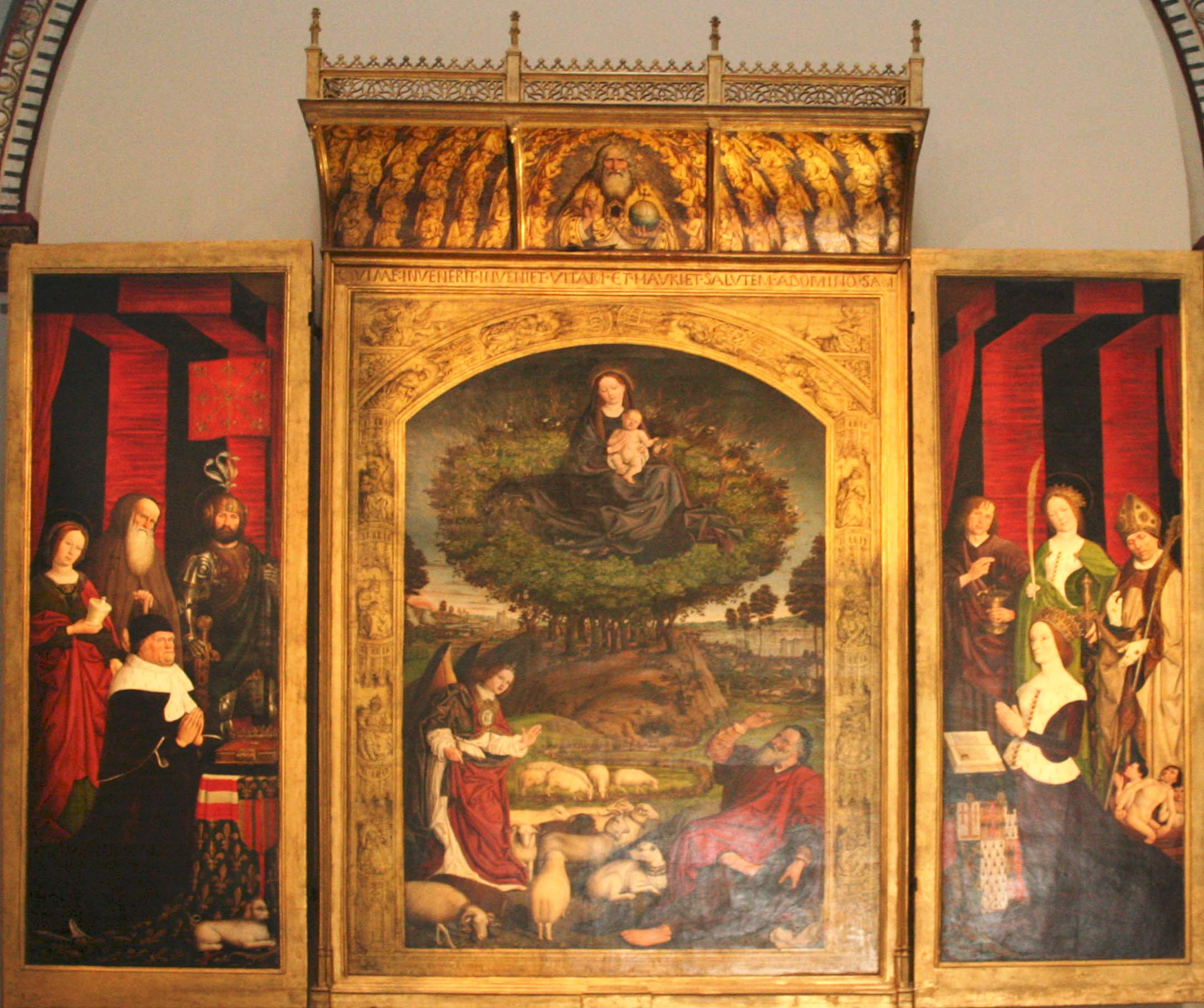
Triptychon von Nicolas Froment

Zu den größten Kostbarkeiten der Kathedrale zählt zweifelsohne das Altarbild Triptychon vom Brennenden Dornbusch. Es wurde 1476 von Nicolas Froment angefertigt, der zur Schule von Avignon zählt und als einer der bedeutendsten Vertreter der provenzalischen Malerei des fünfzehnten Jahrhunderts gilt. Die Mitteltafel des Flügelaltars zeigt Maria im brennenden Dornbusch. Auf dem linken Flügel ist König René, der Auftraggeber des Triptychons, mit den Heiligen Antonius, Mauritius und Maria Magdalena dargestellt. Seine Gemahlin Jeanne de Laval ist zusammen mit den Heiligen Johannes, Nikolaus und Katharina auf dem rechten Altarflügel abgebildet. Das Werk stammt aus dem Couvent des Grands-Carmes, das während der Revolution zerstört wurde und gilt als vollkommenstes Beispiel provenzalischer Kunst.
Weitere Kunstwerke:
- Transfiguration du Sauveur (Verklärung des Herrn), von Jean Daret dem Jüngeren
- La Cène (Das Abendmahl), von Jean Daret dem Älteren
- L'Incrédulité de saint Thomas (Die Ungläubigkeit des Heiligen Thomas), von Louis Finson
- Le Triomphe de la foi (Der Triumph des Glaubens)
- La Résurrection de Lazare (Die Auferstehung des Lazarus), von Christophe Veyrier, einem Schüler Pierre Pugets; dieses Werk stammt aus der Kapelle des Karmeliterklosters
- 17 Wandteppiche des flämischen Malers Quentin Massys

## Fotogalerie

Innenansichten
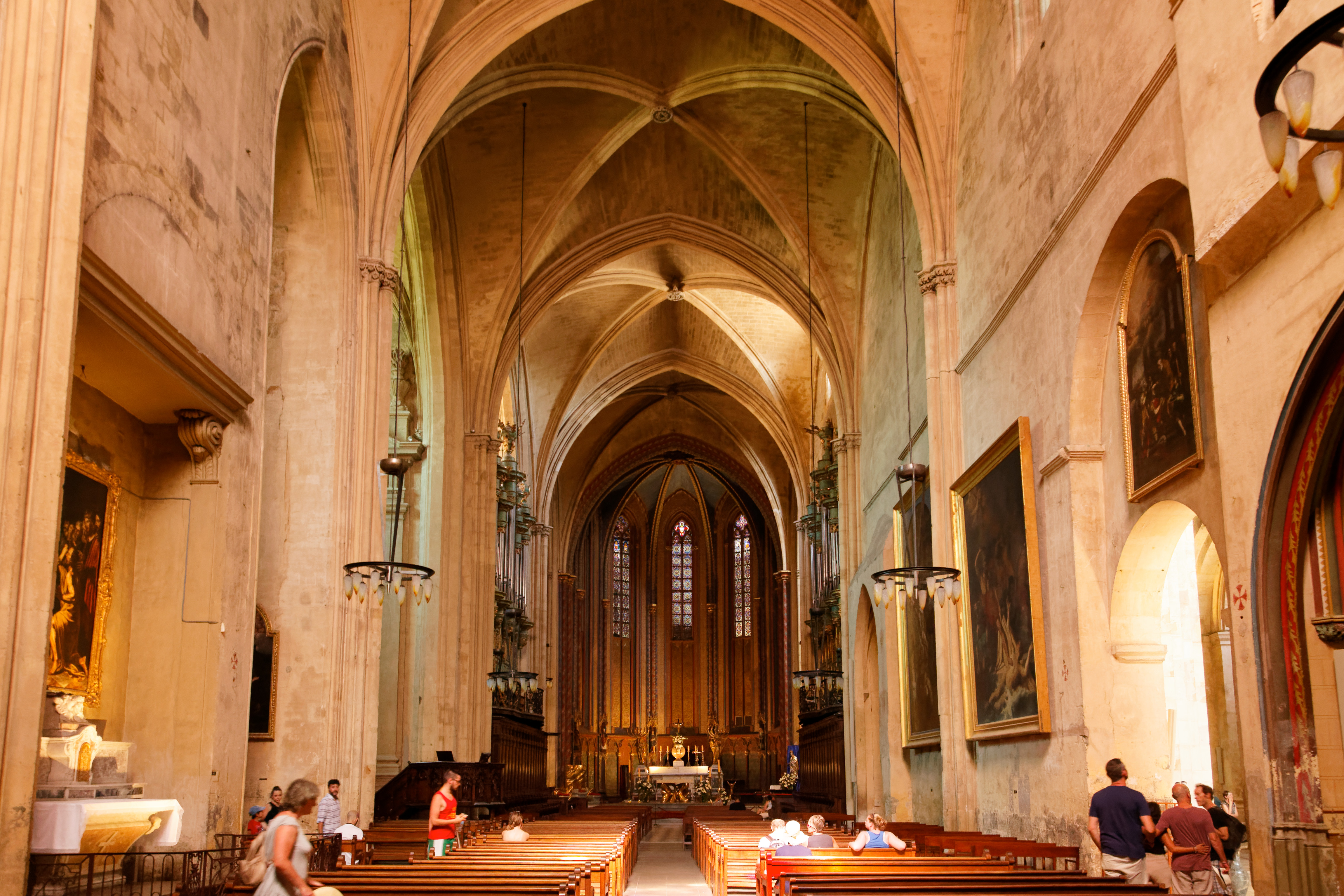
Vorderes Mittelschiff
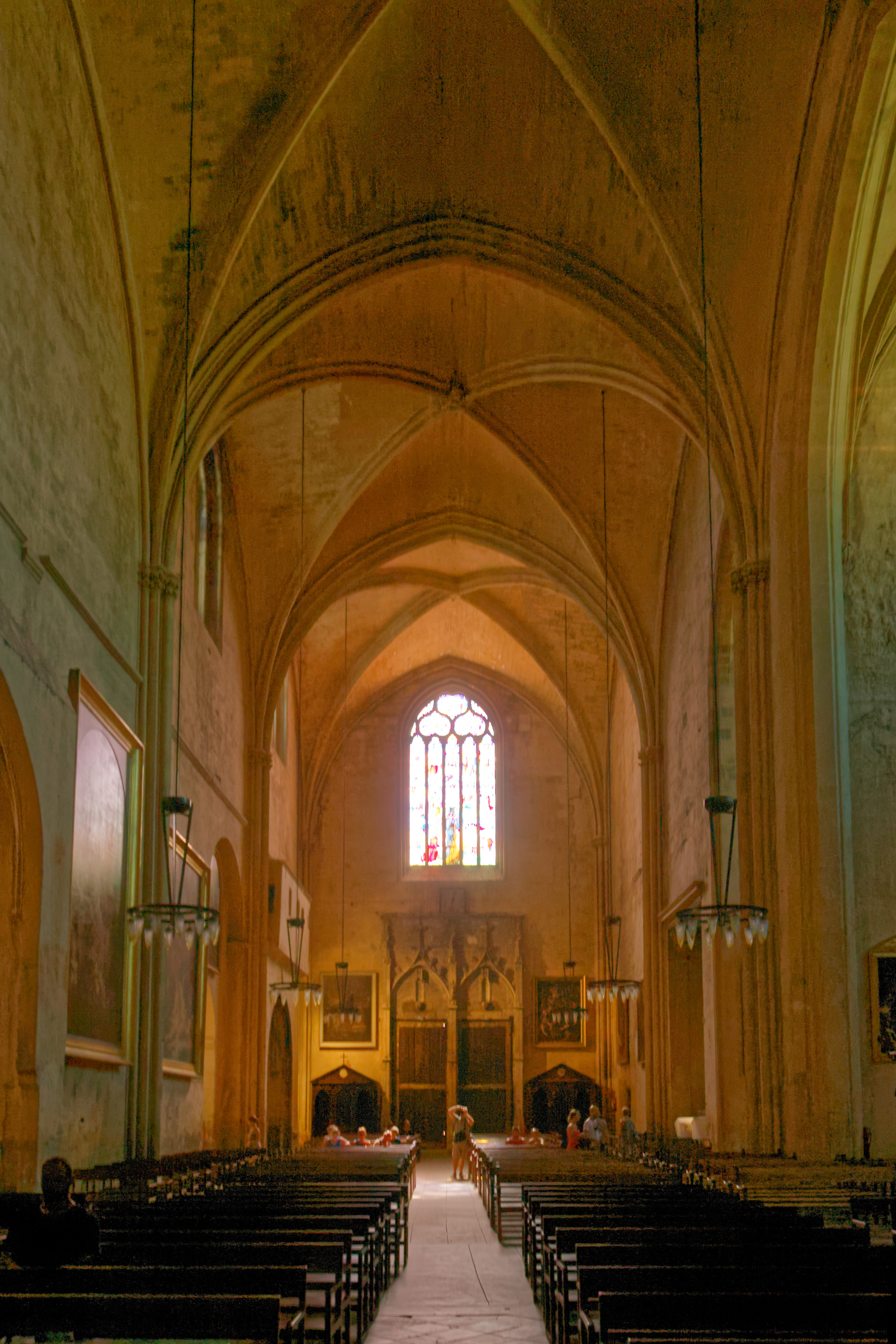
Hinteres Mittelschiff
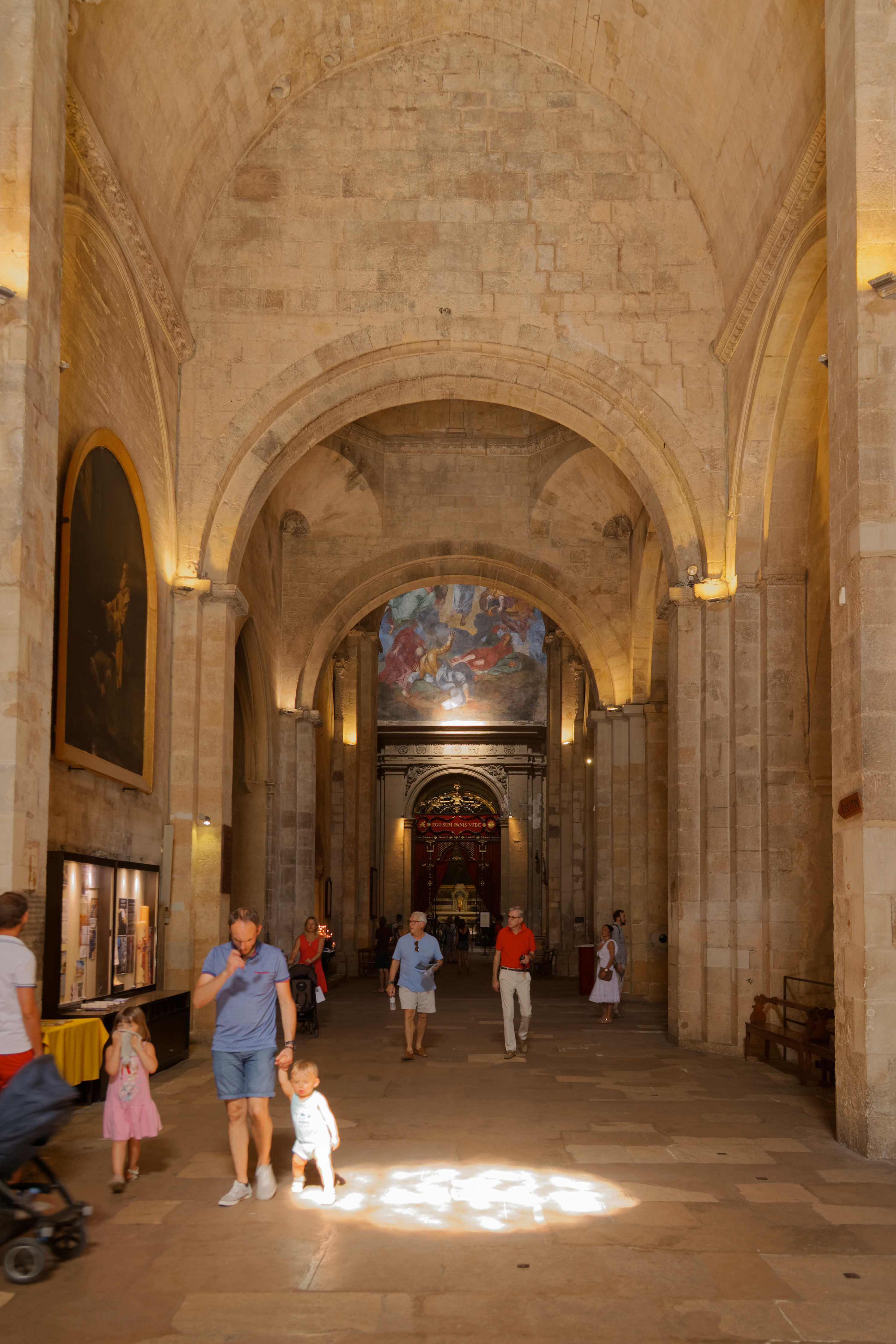
Rechtes Seitenschiff
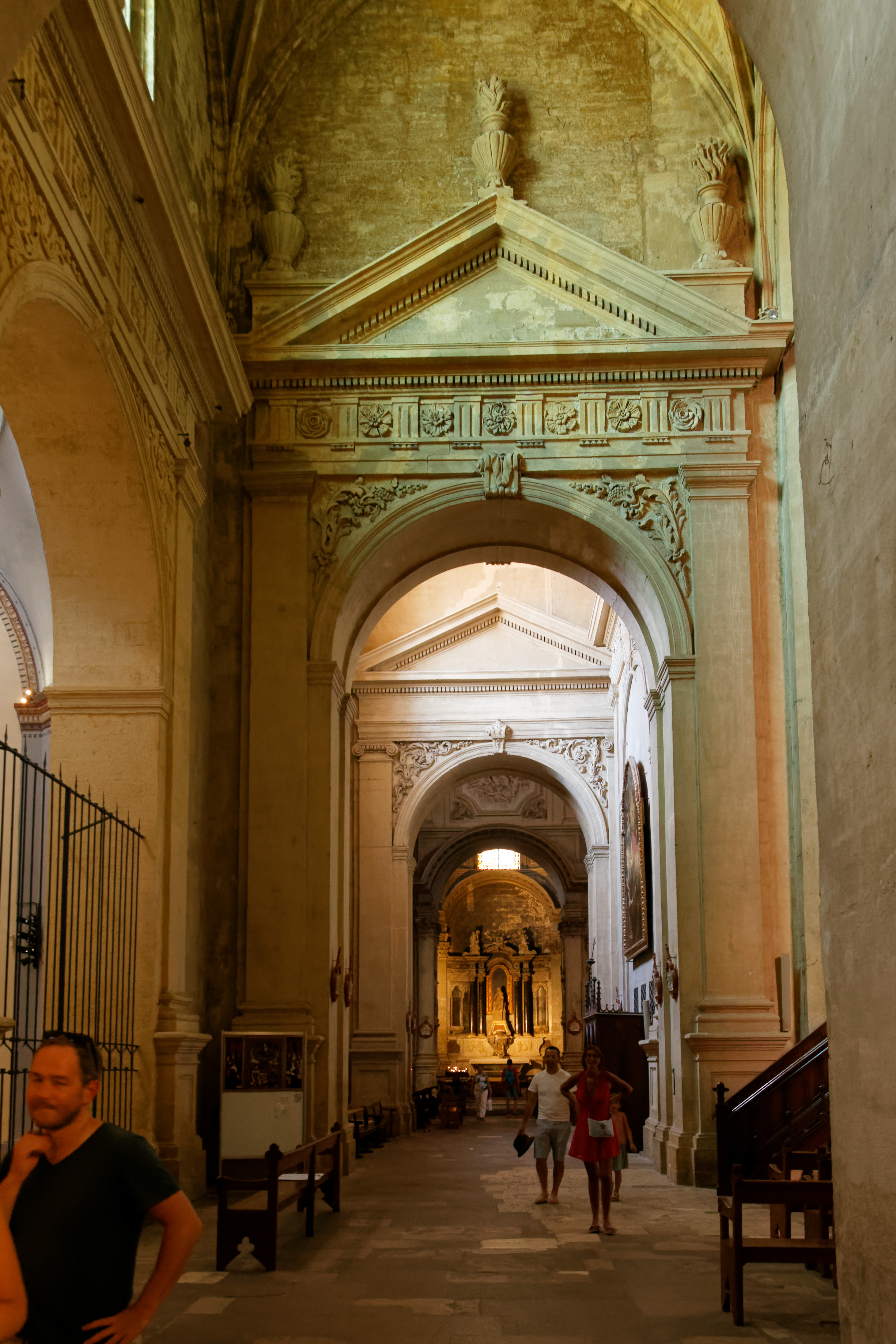
Linkes Seitenschiff

Details
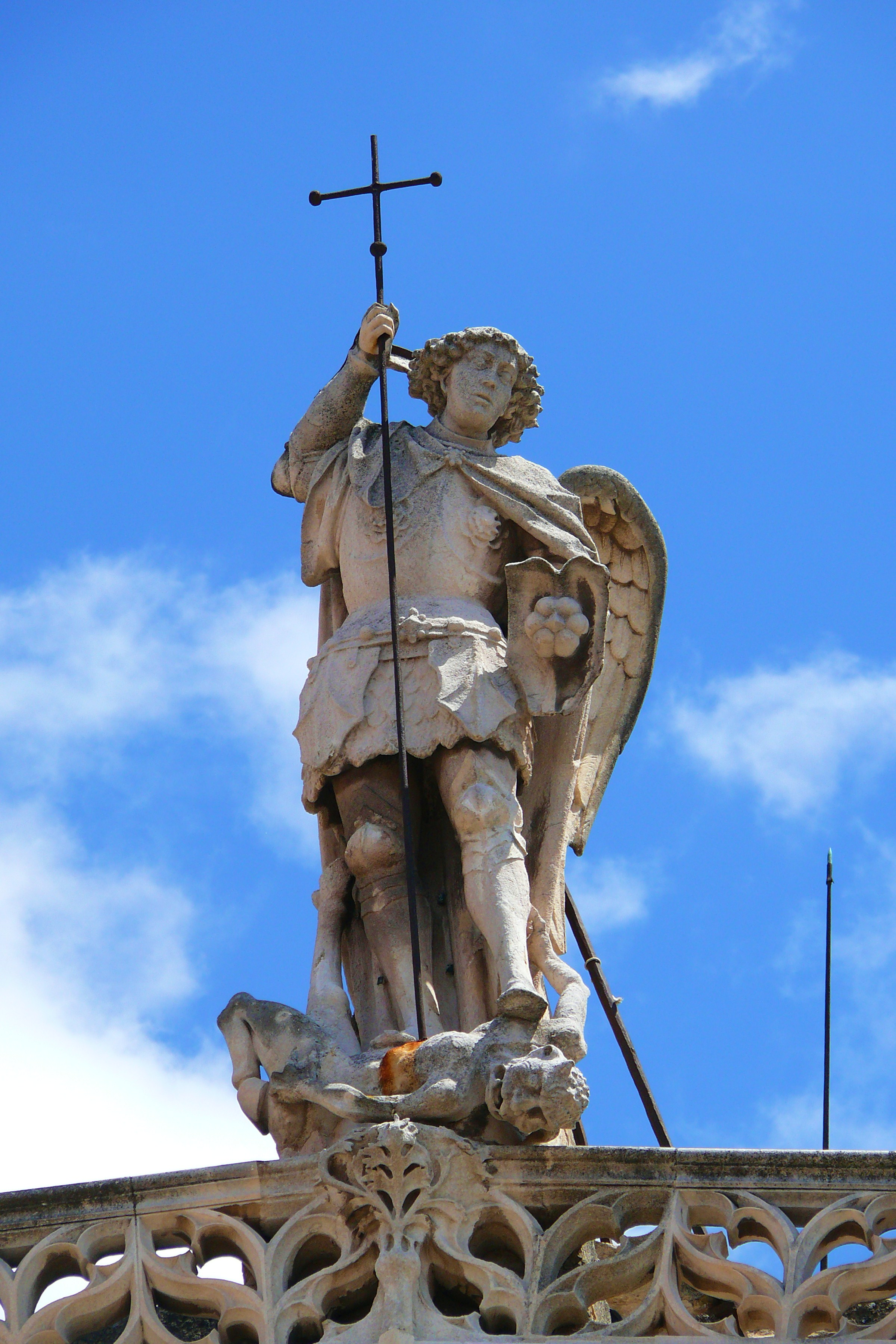
Erzengel Michael über der Fassade
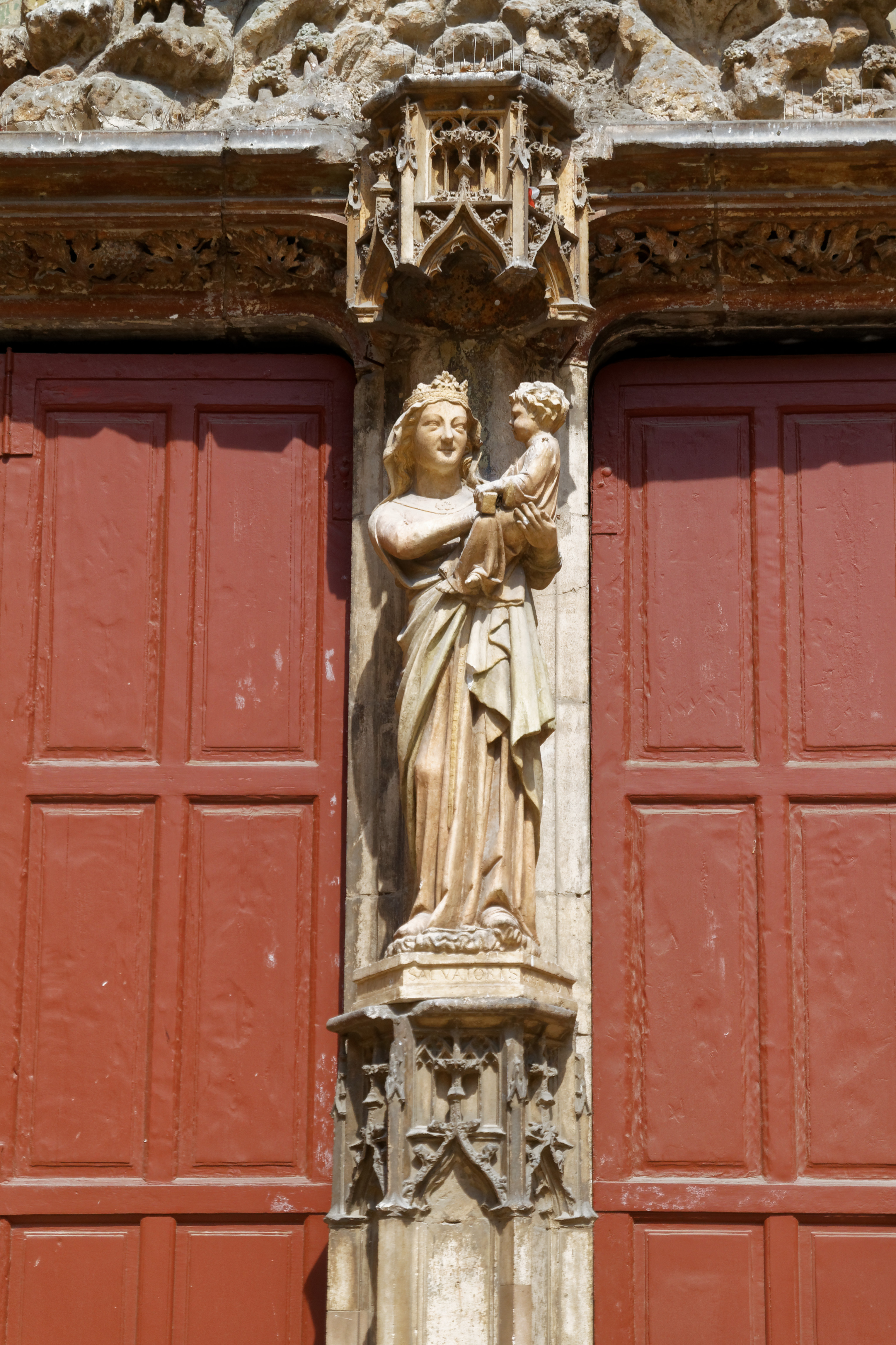
Muttergottes am Hauptportal
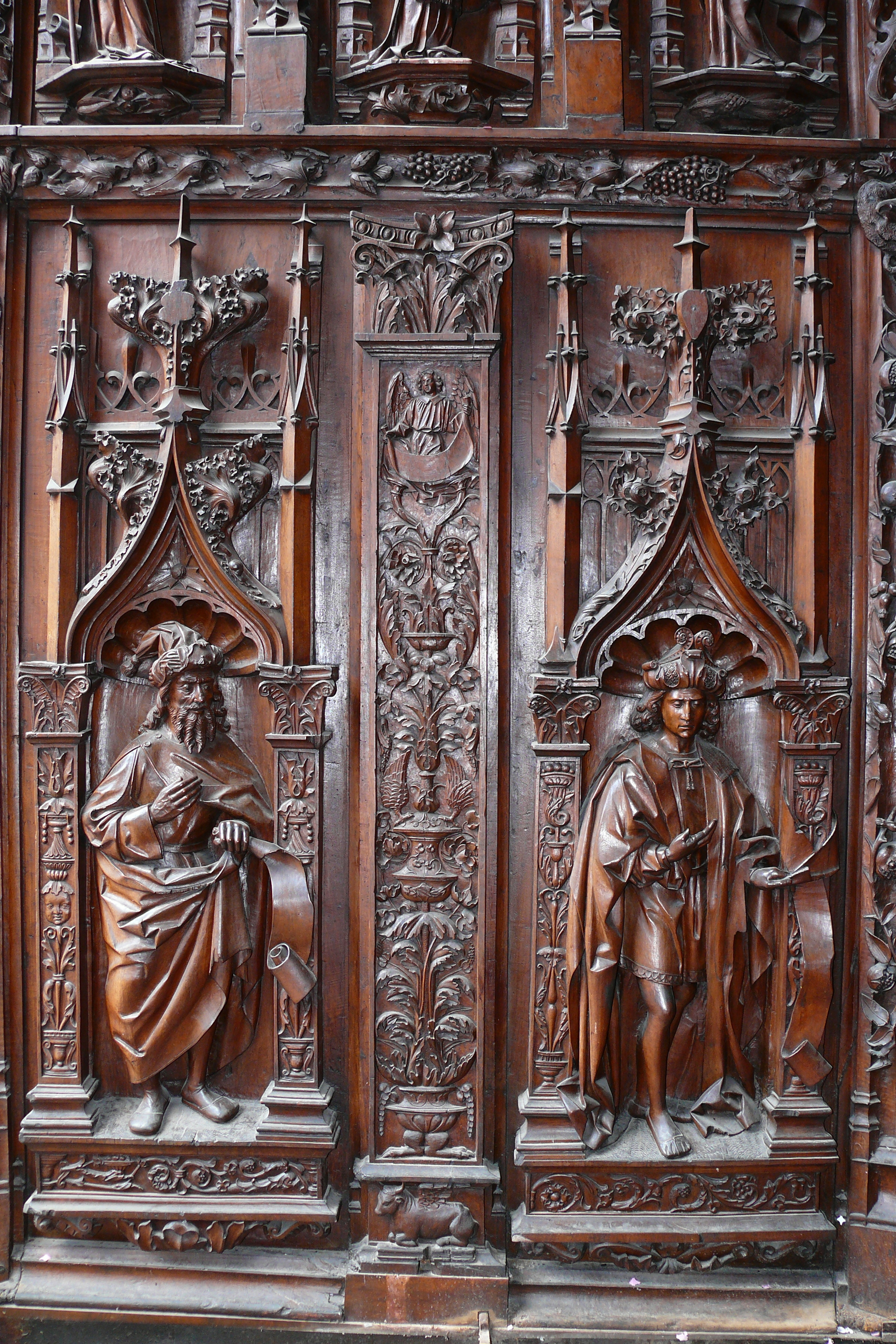
Gotischer Türflügel
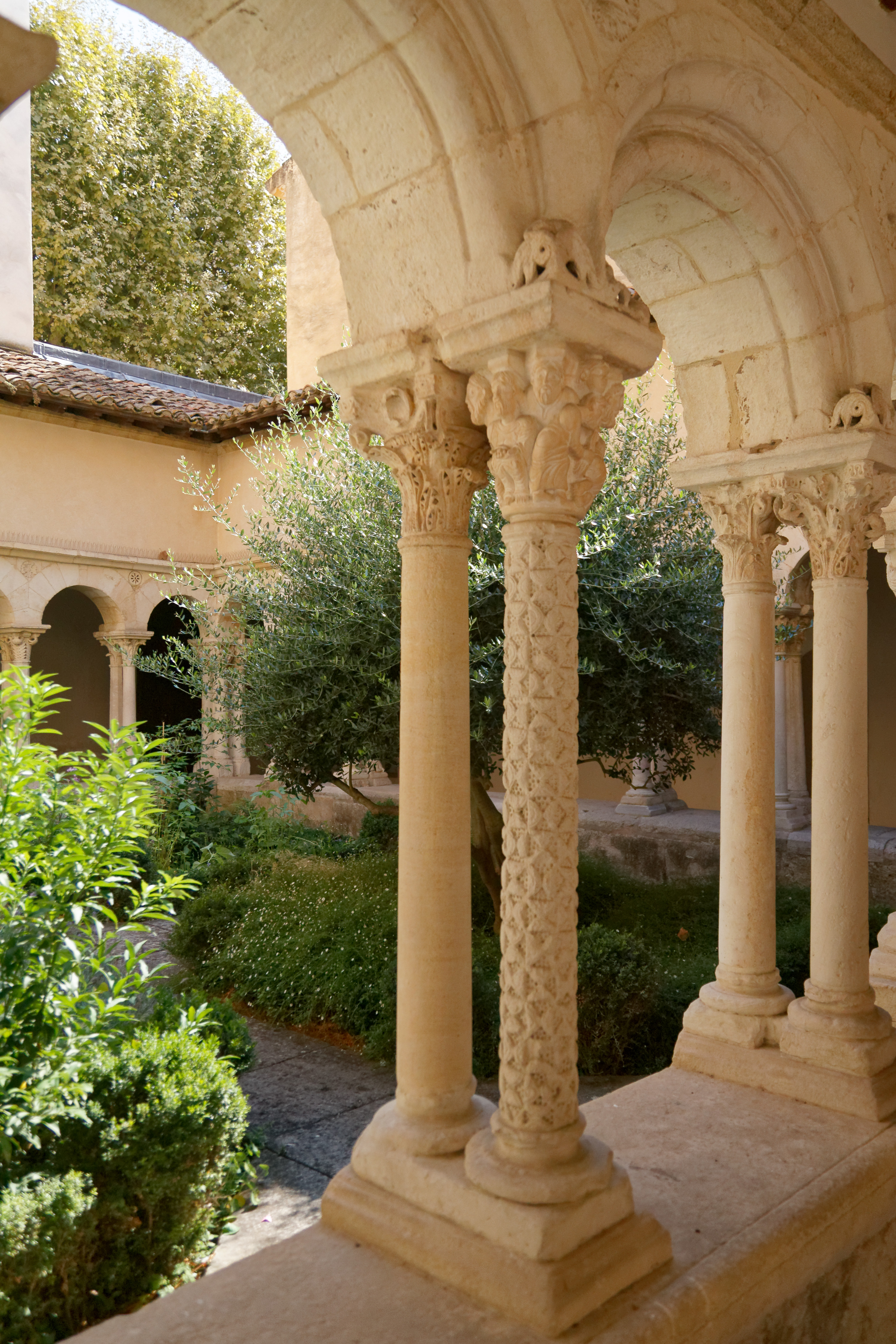
Säulen im Kreuzgang
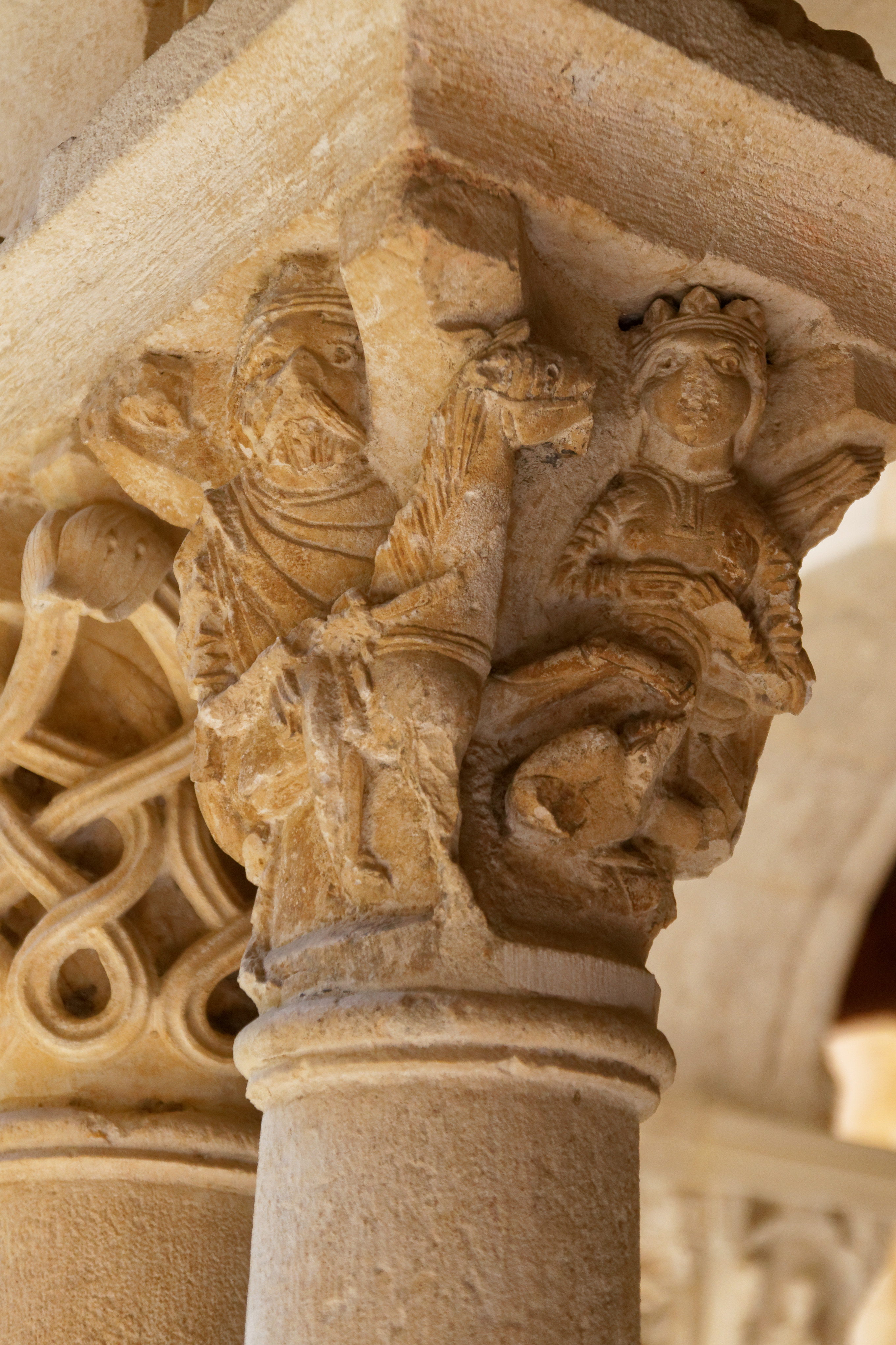
Kapitell im Kreuzgang

## Orgel

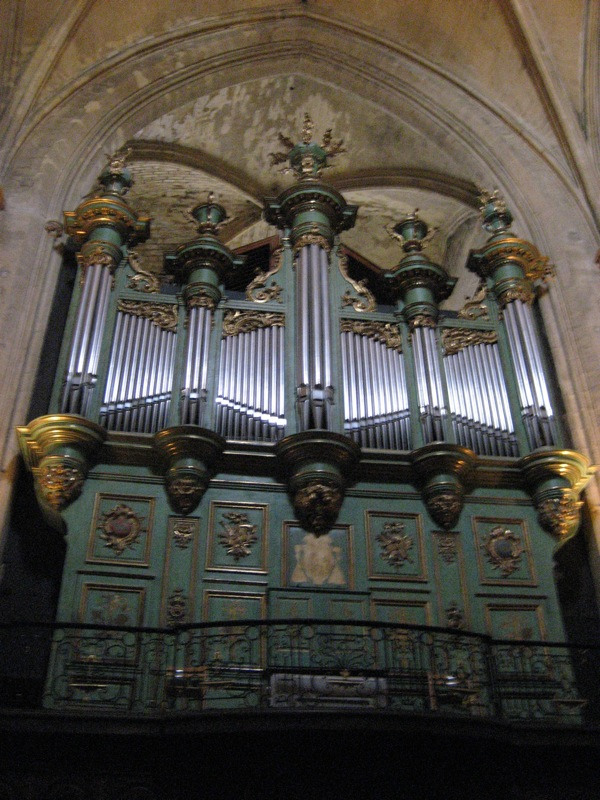
Orgelprospekt der Kathedrale Saint-Sauveur

In der Kathedrale gibt es zwei Orgeln: die Chororgel und die Hauptorgel auf der Empore, die über 40 Register auf drei Manualen und Pedal verfügt. Die Spiel- und Registertrakturen sind mechanisch. Die Orgue principal (Hauptorgel) ist mit einer Barkermaschine ausgerüstet.
| I Positif intérieur C–f3 |    |
| Bourdon                  | 8′ |
| Salicional               | 8′ |
| Prestant                 | 4′ |
| Sesquialtera II          |    |
| Doublette                | 2′ |
| Picolo                   | 1′ |
| Plein jeu IV             |    |
| Trompette                | 8′ |
| Cromorne                 | 8′ |
| Clairon                  | 4′ |

| II Grand Orgue C–f3 |       |
| Bourdon             | 16′   |
| Bourdon             | 8′    |
| Montre              | 8′    |
| Flûte               | 8′    |
| Gambe               | 8′    |
| Prestant            | 4′    |
| Quinte              | 2 ⁄3′ |
| Doublette           | 2′    |
| Cornet V            |       |
| Fourniture V        |       |
| Bombarde 16′        |       |
| 1ere Trompette      | 8′    |
| 2eme Trompette      | 8′    |
| Clairon             | 4′    |

| III Récit expressif C–f3 |     |
| Gambe                    | 8′  |
| Voix céleste             | 8′  |
| Flûte                    | 8′  |
| Bourdon                  | 8′  |
| Flûte octave             | 4′  |
| Octavin                  | 2′  |
| Basson Hautbois          | 16′ |
| Trompette                | 8′  |
| Voix humaine             | 8′  |

| Pédale C–f1 |     |
| Soubasse    | 16′ |
| Flûte       | 16′ |
| Flûte       | 8′  |
| Flûte       | 4′  |
| Bombarde    | 16′ |
| Trompette   | 8′  |
| Clairon     | 4′  |